# Theridion undatum
Theridion undatum är en spindelart som beskrevs av Zhu 1998. Theridion undatum ingår i släktet Theridion och familjen klotspindlar. Inga underarter finns listade i Catalogue of Life.